# Supercoupe de Tunisie de football 2024-2025
La Supercoupe de Tunisie de football 2024-2025 est la 20e édition de la compétition. L'Espérance sportive de Tunis ayant remporté le championnat et la coupe pour la saison 2024-2025, l'Union sportive monastirienne et le Stade tunisien ayant respectivement terminé deuxièmes du championnat et de la coupe, et en l'absence de texte juridique précisant l'adversaire, il est décidé de disputer pour la première fois un match de barrage entre eux au stade Taïeb-Mehiri de Sfax. Le vainqueur se qualifierait pour affronter l'Espérance de Tunis en finale au stade Hammadi Agrebi de Tunis.

## Contexte
En tant que vainqueur du championnat et de la coupe pour la saison 2024-2025, l'Espérance sportive de Tunis n'a pas connu son adversaire en raison de l'absence de texte juridique précisant les adversaires en Supercoupe. En cas de victoire d'une équipe sur les deux tableaux, la Fédération tunisienne de football programme un match de barrage entre l'Union sportive monastirienne, vice-championne du championnat, et le Stade tunisien, vice-champion de la coupe, au stade Taïeb-Mehiri de Sfax, le 27 juillet 2025,. Le Stade tunisien remporte ce match (2-0), se qualifiant ainsi pour la finale contre l'Espérance sportive de Tunis, le 3 août 2025, au stade olympique de Radès.

## Matchs

### Match de barrage
| 27 juillet 2025 | Union sportive monastirienne | 0–2   | Stade tunisien                   | Stade Taïeb-Mehiri, Sfax                     |                                              |
| 16h00           |                              | (0–2) | Mugisha 34e (pen.) · Ayari 45+2e | Spectateurs : 2 000 Arbitrage : Bacem Belaid | Spectateurs : 2 000 Arbitrage : Bacem Belaid |
| 16h00           | Rapport                      |       |                                  | Spectateurs : 2 000 Arbitrage : Bacem Belaid | Spectateurs : 2 000 Arbitrage : Bacem Belaid |

### Finale
| 3 août 2025 | Espérance sportive de Tunis | –   | Stade tunisien | Stade olympique de Radès, Tunis |
|             |                             | (–) |                |                                 |